# A fost sau n-a fost?
A fost sau n-a fost? (titlu internațional în engleză: 12:08 East of Bucharest) este un film românesc de comedie satirică și dramă, regizat de Corneliu Porumboiu, multiplu premiat la Galele Gopo și recompensat cu Caméra d'Or la Festivalul Internațional de Film de la Cannes, ediția din 2006.

## Rezumat
Întreaga țară a privit în direct la televizor cum mulțimi furioase l-au determinat pe dictatorul Ceaușescu să părăsească Bucureștiul într-un elicopter. Într-un orășel liniștit la est de capitală, la 16 ani de la această dată istorică, Virgil Jderescu (Teodor Corban), patronul unui post TV local are doi invitați pentru a-și împărtăși amintirile gloriei lor de revoluționari. Unul este Emanoil Pișcoci (Mircea Andreescu), un bătrân pensionar care joca uneori rolul lui Moș Crăciun, iar celălalt Tiberiu Mănescu (Ion Sapdaru), un profesor de istorie care tocmai și-a plătit datoriile pe băutură cu întreg salariul. Alături de Pișcoci și de Mănescu, el vrea să răspundă la o întrebare care de 16 ani nu-și găsește răspunsul: „A fost sau n-a fost revoluție în orașul lor?”. Împreună își vor aminti ziua în care au ieșit în piața orașului strigând, „Jos Ceaușescu”. Dar telespectatorii sună pentru a-i contesta pe „eroi,” care poate că băuseră într-un bar sau se pregăteau de Crăciun mai degrabă decât să iasă în străzi ca revoluționari.

## Distribuție
- Mircea Andreescu — Emanoil Pișcoci, un pensionar văduv care joacă uneori rolul lui Moș Crăciun
- Teodor Corban — Virgil Jderescu, inginer textilist, patronul unui post TV local, realizatorul emisiunii „Problema zilei”
- Ion Sapdaru — Tiberiu Mănescu, profesor de istorie la un liceu local
- Mirela Cioabă — soția profesorului Mănescu
- Luminița Gheorghiu — Rodica, soția lui Jderescu
- Cristina Ciofu — Vali, redactor și prezentatoare TV, amanta lui Jderescu
- Lucian Iftime — Lică, cameramanul postului TV
- Annemarie Chertic — Vera, vecina lui Pișcoci
- Petrică Sapdaru — Petrică, copilul Verei pentru care nea Pișcoci o face pe Moș Crăciun
- Cătălin Paraschiv — Gigi, barmanul de la barul „Daal”, fostul elev al lui Mănescu
- George Guoqingyun — Chen, imigrant chinez, proprietarul unui magazin local
- Constantin Diță — Tibi, un fost elev al lui Mănescu venit în vizită în oraș
- Daniel Badale — Fănică, profesor, colegul de serviciu al lui Mănescu
- Marius Rogojinski — vecinul lui Jderescu (menționat Marius Rogojinschi)
- Aurelia Tocu — Maricica Dima, telespectatoarea care locuiește în blocul din fața Primăriei (voce)
- Ion Apostoliu — Vasile Rebegea, telespectatorul care a fost paznic la Consiliul Județean (voce)
- Ion Ciolacu — Ion Costăchescu, telespectatorul care a schimbat roata de la mașină în fața Primăriei (voce)
- Lucian Pînzaru — Costică Bejan, un fost securist devenit om de afaceri (voce)
- Corneliu Negrea — Gelu Isărescu, telespectatorul pensionar care a lucrat toată viața în comerț (voce)
- Coca Bloos — Tina, telespectatoarea care-i anunță pe participanții la emisiune că ninge afară (voce)
- Romeo Tălmaciu — profesorul de muzică, fondatorul și conducătorul fanfarei „Rotaria”

## Primire
Filmul a fost vizionat de 13.355 de spectatori în cinematografele din România, după cum atestă o situație a numărului de spectatori înregistrat de filmele românești de la data premierei și până la data de 31 decembrie 2014 alcătuită de Centrul Național al Cinematografiei.

## Fișă tehnică
- Producător: 42 km film
- Distribuitor internațional: Tartan Films
- Distribuit în România de: Independența Film

## Premii obținute
- Câștigător al trofeului Camera d‘Or și al Premiului Label Europa Cinema la Cannes 2006.
- Câștigător a 3 premii la TIFF 2006: Cel mai bun film din competiție, Cel mai bun film din cadrul Zilelor Filmului Românesc și Premiul publicului.
- Câștigător a 2 premii Gopo: Gopo pentru cel mai bun film de lung metraj, Gopo pentru cel mai bun scenariu